# Mala Ostrna
 Mala Ostrna  falu Horvátországban Zágráb megyében. Közigazgatásilag Dugo Selóhoz tartozik.

## Fekvése
Zágrábtól 23 km-re keletre, községközpontjától  4 km-re délkeletre fekszik.

## Története
Ostrna első írásos említése még birtokként a 16. század közepén történt. 1573-ban a Tahy család birtokaként "Felsew Oszterna" alakban bukkan fel. 1630-as egyházi vizitációban a dugo seloi Szent Márton plébániához tartozó faluként említik. Az 1642-es vizitáció már Gornja Ostrnaként említi, míg 1669-ben "Oszternia Gornia" alakban szerepel. 
A falunak 1857-ben 230, 1910-ben 313 lakosa volt. Trianonig Zágráb vármegye Dugoseloi járásához tartozott. 2001-ben 343 lakosa volt. 

## Lakosság
| Lakosság változása | Lakosság változása | Lakosság változása | Lakosság változása | Lakosság változása | Lakosság változása | Lakosság változása | Lakosság változása | Lakosság változása | Lakosság változása | Lakosság változása | Lakosság változása | Lakosság változása | Lakosság változása | Lakosság változása |
| ------------------ | ------------------ | ------------------ | ------------------ | ------------------ | ------------------ | ------------------ | ------------------ | ------------------ | ------------------ | ------------------ | ------------------ | ------------------ | ------------------ | ------------------ |
| 1857               | 1869               | 1880               | 1890               | 1900               | 1910               | 1921               | 1931               | 1948               | 1953               | 1961               | 1971               | 1981               | 1991               | 2001               |
| 230                | 206                | 222                | 278                | 280                | 313                | 305                | 297                | 266                | 254                | 233                | 196                | 197                | 190                | 343                |

## Külső hivatkozások
- Dugo Selo város hivatalos oldala
- Dugo Selo oldala
- Dugo Selo információs portálja
- Dugoselska Kronika